# Les Deux Alpes (commune)
Ne doit pas être confondu avec Les Deux Alpes (station touristique).
Les Deux Alpes est une commune située dans le département de l’Isère, en région Auvergne-Rhône-Alpes.
Elle est née le 1er janvier 2017 sous le statut de commune nouvelle, à la suite de la fusion des deux communes de la station des Deux Alpes : Mont-de-Lans et Venosc.

## Géographie

### Situation
La commune est une commune alpine du massif des Écrins, située entre la vallée de la Romanche et la vallée du Vénéon, s'étendant sur 56,72 km2.
Elle se trouve dans le parc national des Écrins.
La domaine skiable des Deux Alpes est implantée principalement sur le territoire de la commune nouvelle et, de manière plus limitée, sur celui de Saint-Christophe-en-Oisans (glacier).
Les Deux Alpes se trouvent dans la zone d'emploi de Grenoble et le bassin de vie du Bourg-d'Oisans.

### Communes limitrophes
Les communes limitrophes sont  Auris, La Grave, Le Bourg-d'Oisans, Le Freney-d'Oisans, Mizoën, Saint-Christophe-en-Oisans et Valjouffrey.
| Le Bourg-d'Oisans             | Mizoën Auris Le Freney-d'Oisans | La Grave (Hautes-Alpes)                |
| Le Bourg-d'Oisans             | Deux Alpes                      | Saint-Christophe-en-Oisans             |
| Le Bourg-d'Oisans Valjouffrey | Valjouffrey                     | Saint-Christophe-en-Oisans Valjouffrey |

### Hydrographie

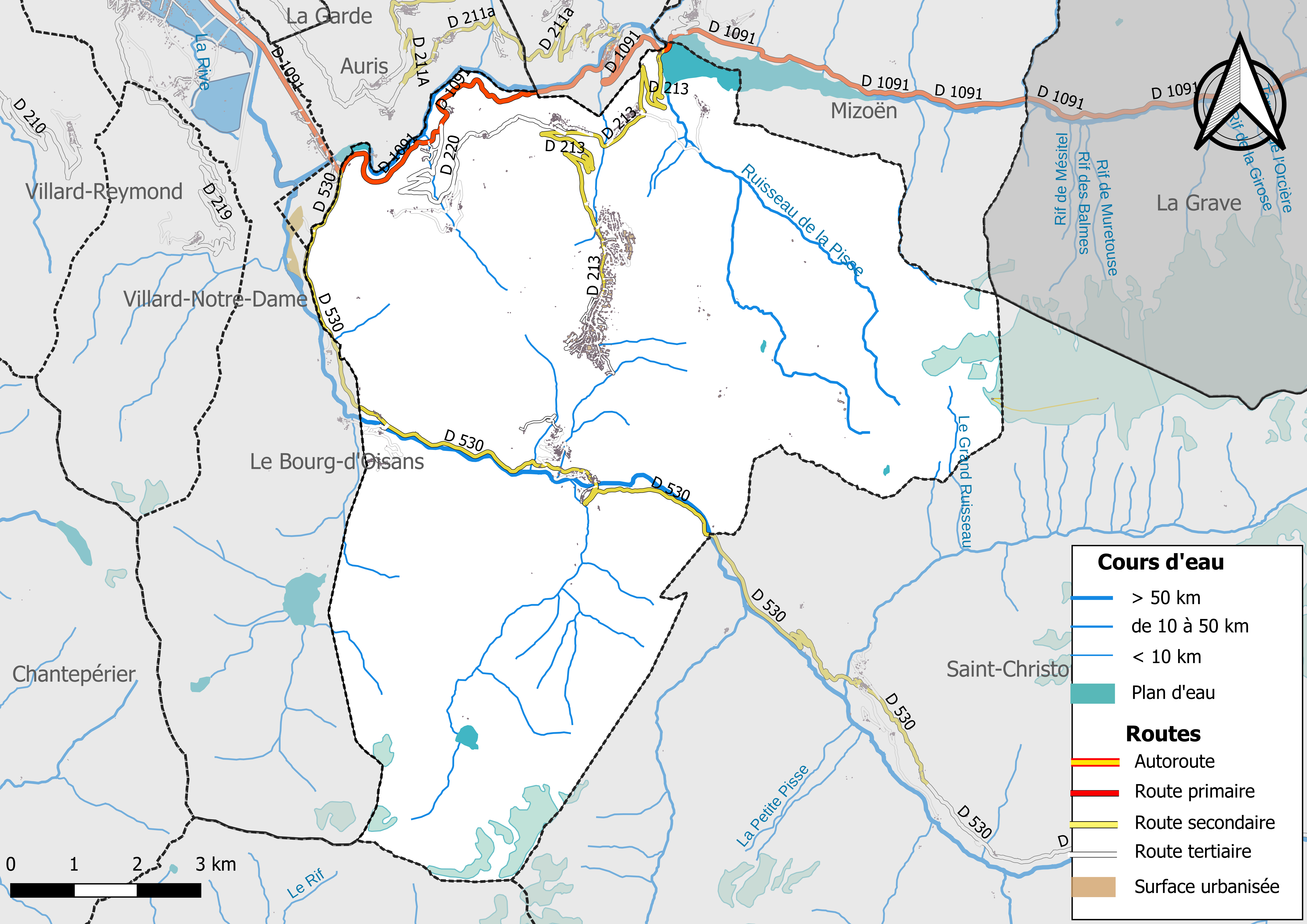
Carte hydrographique de la commune.

Le Vénéon et la Romanche recueillent les eaux des multiples torrents qui sillonnent le territoire de la commune.

### Climat
Pour des articles plus généraux, voir Climat d'Auvergne-Rhône-Alpes et Climat de l'Isère.
En 2010, le climat de la commune est de type climat de montagne, selon une étude du Centre national de la recherche scientifique s'appuyant sur une série de données couvrant la période 1971-2000. En 2020, Météo-France publie une typologie des climats de la France métropolitaine dans laquelle la commune est exposée à un climat de montagne ou de marges de montagne et est dans la région climatique Alpes du sud, caractérisée par une pluviométrie annuelle de 850 à 1 000 mm, minimale en été.
Pour la période 1971-2000, la température annuelle moyenne est de 7,7 °C, avec une amplitude thermique annuelle de 16,9 °C. Le cumul annuel moyen de précipitations est de 1 146 mm, avec 9,9 jours de précipitations en janvier et 7,7 jours en juillet. Pour la période 1991-2020, la température moyenne annuelle observée sur la station météorologique de Météo-France la plus proche, « Besse », sur la commune de Besse à 5 km à vol d'oiseau, est de 7,7 °C et le cumul annuel moyen de précipitations est de 932,2 mm,. Pour l'avenir, les paramètres climatiques de la commune estimés pour 2050 selon différents scénarios d'émission de gaz à effet de serre sont consultables sur un site dédié publié par Météo-France en novembre 2022.

## Urbanisme

### Typologie
Au 1er janvier 2024, Les Deux Alpes est catégorisée bourg rural, selon la nouvelle grille communale de densité à sept niveaux définie par l'Insee en 2022.
Elle est située hors unité urbaine et hors attraction des villes,.

### Lieux-dits, hameaux et écarts
La commune se compose de trois agglomérations et 19 hameaux : 
- la station des Deux-Alpes où est située la mairie de la commune nouvelle ;
- le village de Mont-de-Lans, siège de la mairie annexe de la commune déléguée de Mont-de-Lans ;
- le village de Vénosc, siège de la mairie annexe de la commune déléguée de Vénosc ;
- plusieurs hameaux dont Bons, Les Ougiers, Le Collet, Le Sellier, Le Bourg-d'Arud…

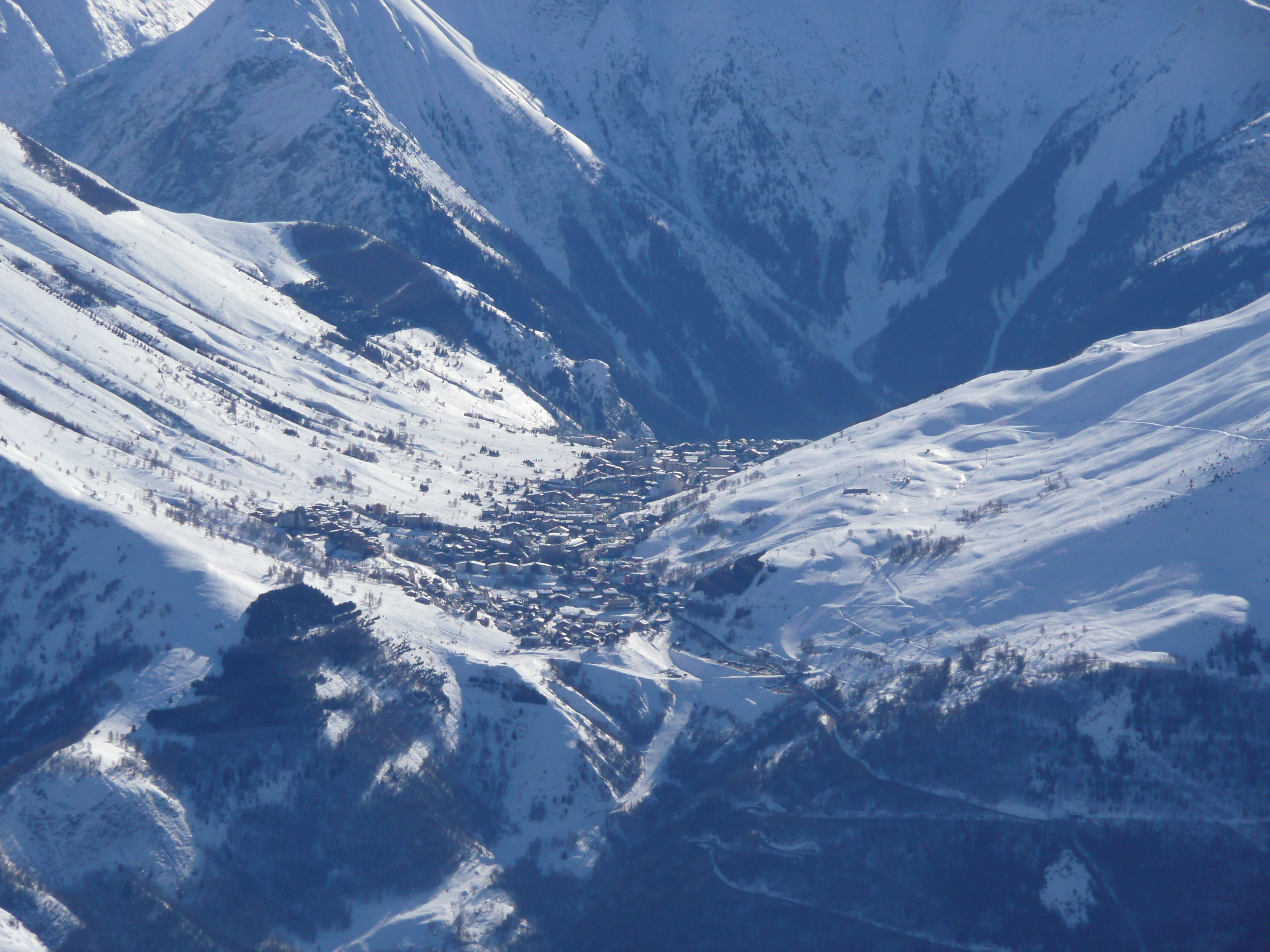
La station des Deux-Alpes.
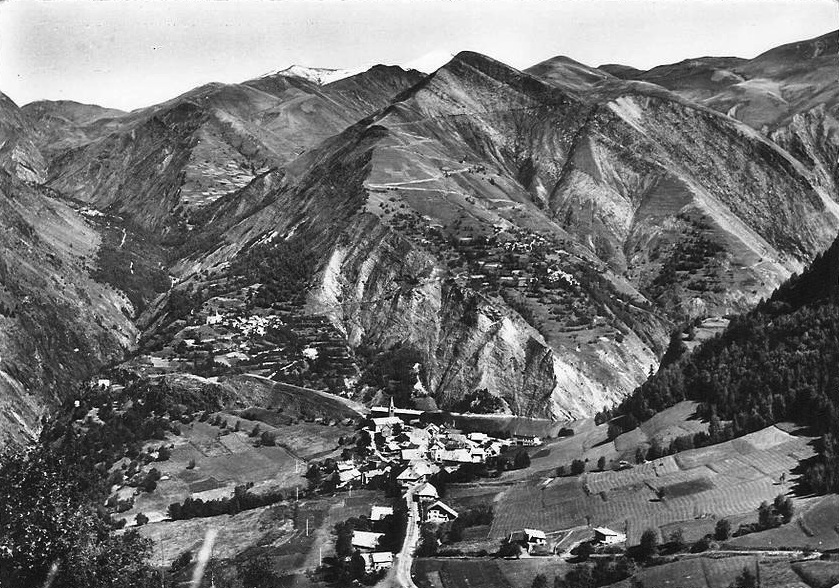
Le village de Mont-de-Lans.
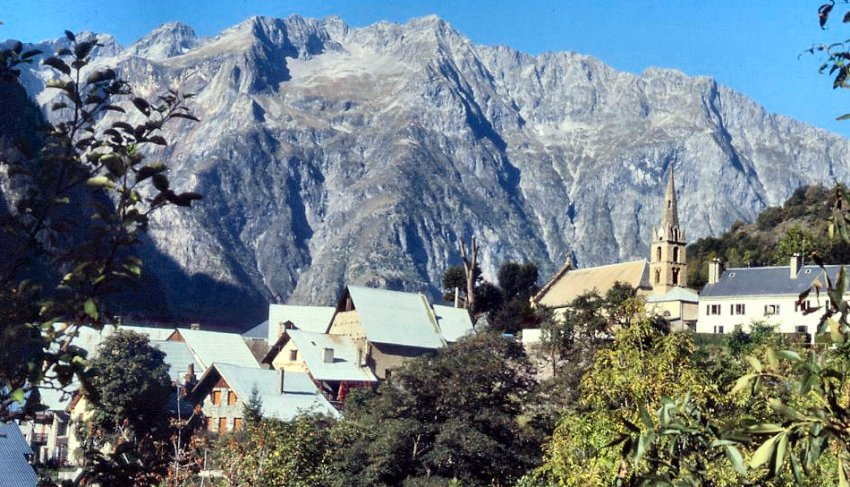
Le village de Vénosc.

### Occupation des sols

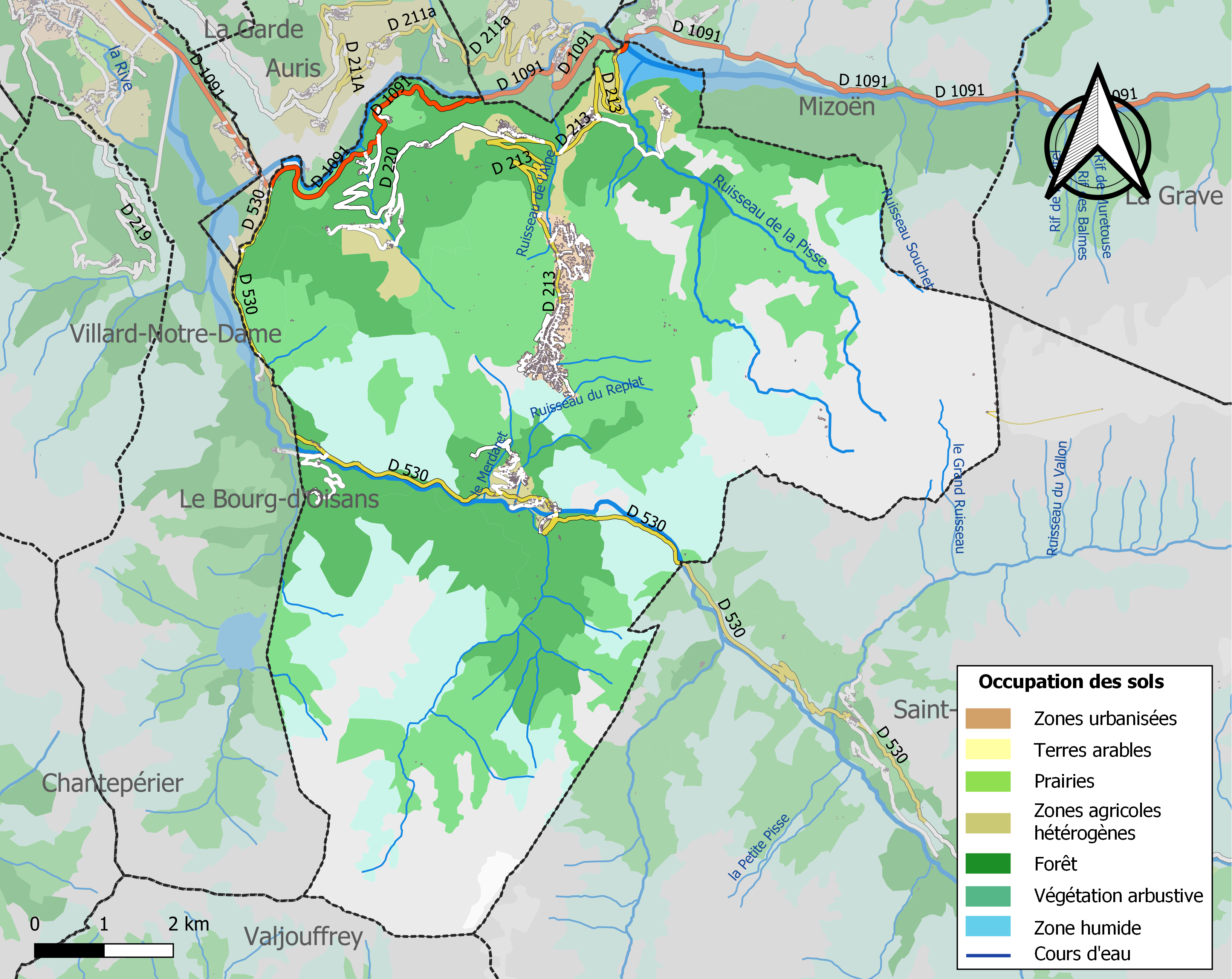
Carte des infrastructures et de l'occupation des sols de la commune en 2018 (CLC).

### Risques naturels et technologiques

#### Risques sismiques
L'ensemble du territoire de la commune des Deux Alpes est situé en zone de sismicité no 3 (sur une échelle de 1 à 5), au sud de la zone de sismicité no 4 qui traverse, en son milieu, le territoire du département de l'Isère.
| Type de zone | Niveau            | Définitions (bâtiment à risque normal) |
| ------------ | ----------------- | -------------------------------------- |
| Zone 3       | Sismicité modérée | accélération = 1,1 m/s2                |

## Toponymie
À la suite de la fusion des communes de Mont-de-Lans et de Venosc, la commune prend le nom de  Les Deux Alpes, englobant le territoires des deux anciennes communes.
Le nom de la station fait référence à la réunion des 2 lieux d'alpage pour les éleveurs des deux villages de Mont-de-Lans et de Venosc. On parle d'ailleurs toujours de l'Alpe de Mont de Lans et de l'Alpe de Vénosc.

## Histoire
L'histoire de la commune poursuit l'histoire de la commune de Mont-de-Lans, l'histoire de la commune de Vénosc et l'histoire de la station touristique Les Deux Alpes.
La fusion des communes a échoué à plusieurs reprises jusqu'au moment où les deux mairies des communes composants la station (Mont-de-Lans et Vénosc) plus la commune de Saint-Christophe-en-Oisans sur laquelle se situe le glacier du domaine skiable des 2 Alpes ont étudié le projet de création d'une commune selon la forme de commune nouvelle.
Les conseils municipaux de Mont-de-Lans, Venosc et Saint-Christophe-en-Oisans ont défini le 30 novembre 2015 la méthode pour mettre en œuvre la fusion, et un comité de pilotage, assisté de cabinets d’experts, a étudié les conditions financières et fiscales de ce processus. Plusieurs réunions des trois conseils municipaux et de nombreuses réunions publiques ont été organisées.
À la suite du référendum réalisé dans chacune des communes, Saint-Christophe-en-Oisans (où 53 électeurs votent contre la fusion et 32 pour) se retire du projet et le 23 juin 2016, les conseils municipaux des communes restantes votent officiellement le 23 juin 2016 le lancement de la fusion des communes pour former une commune nouvelle qui devait d'abord prendre le nom de Deux Alpes en Oisans puis Les Deux Alpes.
Le projet ayant été validé,, l'arrêté préfectoral de création de la commune est signé le 29 septembre 2016 avec date d'effet au 1er janvier 2017 et les anciennes communes deviennent des communes déléguées de la commune nouvelle.

## Politique et administration

### Rattachements administratifs et électoraux
La commune se trouve depuis sa création dans l'arrondissement de Grenoble du département de l'Isère.
Pour les élections départementales, la commune fait partie  du canton de l'Oisans-Romanche dont le bureau centralisateur est à Vizille.
Pour l'élection des députés, elle fait partie de la quatrième circonscription de l'Isère.

### Intercommunalité
Les Deux Alpes est  membre — comme l'étaient les communes historiques — de la communauté de communes de l'Oisans, un établissement public de coopération intercommunale (EPCI) à fiscalité propre créé en 2002 et auquel la commune a transféré un certain nombre de ses compétences, dans les conditions déterminées par le code général des collectivités territoriales.

### Liste des maires
| Période                                  | Période                        | Identité               | Étiquette | Qualité |
| ---------------------------------------- | ------------------------------ | ---------------------- | --------- | --- |
| Les données manquantes sont à compléter. |                                |                        |           | |
| Janvier 2017                             | Septembre 2018                 | Pierre Balme           | PS        | Retraité haut-fonctionnaire de l'Éducation nationale Maire de Venosc (2001 → 2023) Vice-président de l'association des Maires de Stations de Montagne (2014 → 2020) |
| Septembre 2018                           | juillet 2020                   | Stéphane Sauvebois (d) | MoDem     | Responsable d'agence de transport de personne Maire de Mont-de-Lans (2014 → 2018)                                                                                   |
| juillet 2020                             | juin 2023                      | Christophe Aubert (d), |           | Chef d'entreprise Vice-président de la CC de l'Oisans (2020 → 2023) Vice-président de l'association des Maires de Stations de Montagne (2020 → 2023)                |
| juin 2023,                               | En cours (au 30 novembre 2023) | Stéphane Sauvebois (d) | MoDem     | Responsable d'agence de transport de personne Vice-président de la CC de l'Oisans (2023 → )                                                                         |

## Équipements et services publics
La commune dispose de deux marchés forains, à Mont-de-Lans Village et à Venosc Village.

### Enseignement
Le territoire de la commune est rattaché à l'académie de Grenoble.

### Équipements culturels
- Maison de la montagne (Station)
- Musée Chasal-Lento (Mont de Lans Village)
- Espace Culturel Amphibia (Station)
- École de Musique des Deux Alpes
- Cinéma des Deux Alpes (Station)
- Hall d’exposition à l'office de tourisme de Venosc (Venosc Village)
- Salle polyvalente de Venosc (Venosc Village)

## Population et société

### Démographie
La population des anciennes communes puis de la commune nouvelle est connue par les recensements menés régulièrement par l'Insee. Ces chiffres concernent le territoire de l'actuelle commune nouvelle.
En 2025, la commune nouvelle comptait 1 920 habitants.
| 1968 | 1975  | 1982  | 1990  | 1999  | 2009  | 2014  | 2020  |
| ---- | ----- | ----- | ----- | ----- | ----- | ----- | ----- |
| 777  | 1 016 | 1 808 | 1 816 | 2 042 | 2 005 | 1 925 | 1 942 |

### Sports et loisirs
- Domaine skiable des Deux Alpes
- Palais des Sports des 2 Alpes
- Pistes de VTT en été
- Base nautique - plan d'eau du lac du Chambon
- Golf Club des Deux Alpes
- Rafting dans la vallée du Vénéon

### Médias
Historiquement, le quotidien régional Le Dauphiné libéré qui consacre, chaque jour, y compris le dimanche, dans son édition Romanche et Oisans, un ou plusieurs articles à l'actualité de la communauté de communes, du canton, ainsi que des informations sur les éventuelles manifestations locales.

## Culture et patrimoine

### Lieux et monuments

#### Édifices religieux
- Chapelle Saint Benoît sur la station
- Église à Mont de Lans Village
- Église à Venosc Village

### Personnalités liées à la commune
- Pierrick Bourgeat (1976) skieur
- Sandrine Aubert (1982) skieuse du ski-club des Deux Alpes
- Marion Rolland (1982), skieuse du ski-club des Deux Alpes
- Gary Zebrowski (1984), snowboarder du ski-club des Deux Alpes
- Arthur Longo (1988), snowboarder du ski-club des Deux Alpes

## Pour approfondir